# وسام هيوز

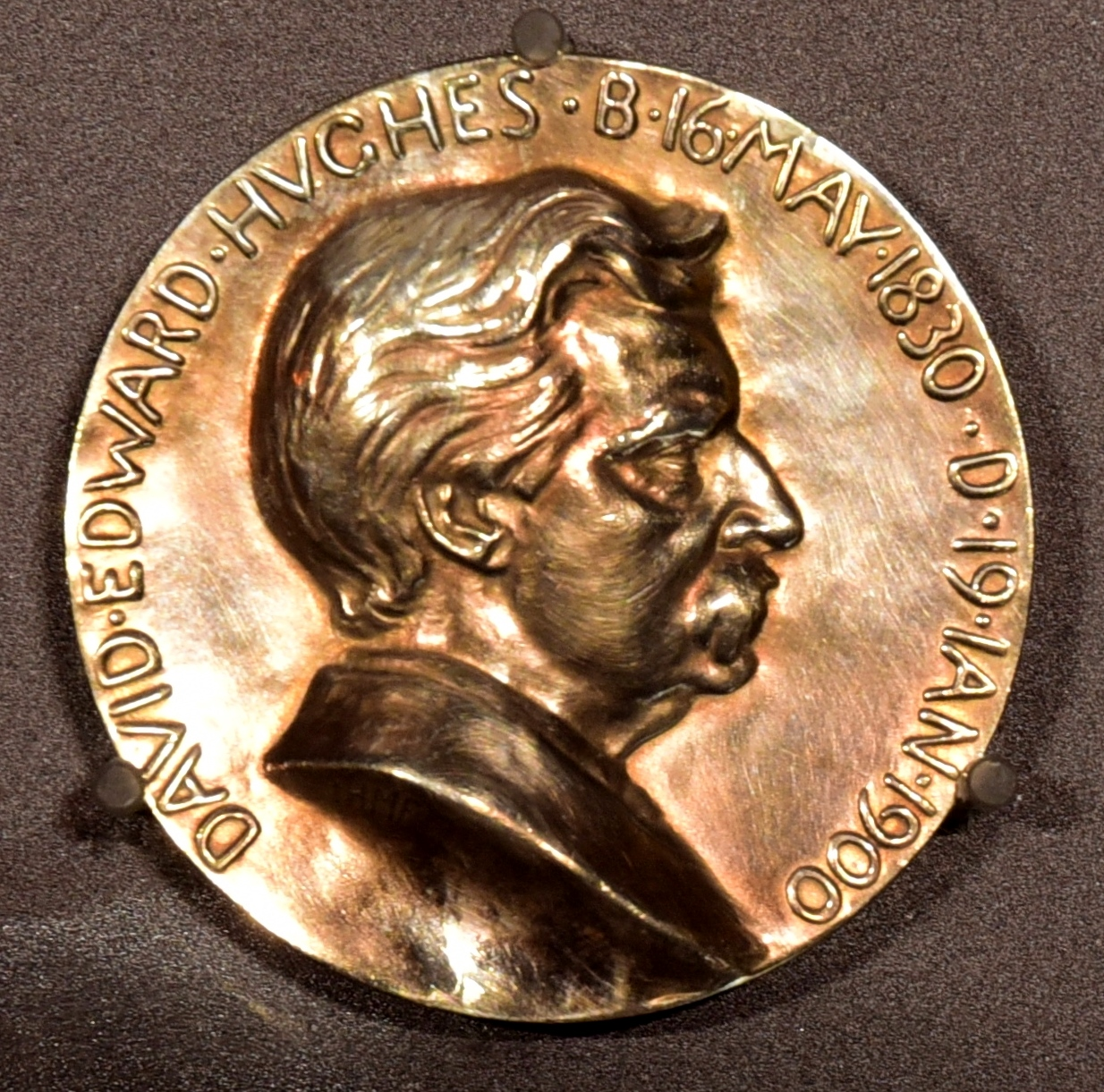
ميدالية هيوز

وسام هيوز أو ميدالية هيوز، وهي ميدالية تمنحها الجمعية الملكية للندن «تقديراً لأي اكتشاف أصلي في العلوم الفيزيائية، ولا سيما الكهربائية والمغناطيسية أو تطبيقاتهما».سميت على اسم ديفيد ايدورد هيوز، وتمنح الميدالية مع هدية من 1000 جنيه استرليني. وقد منحت الميدالية لأول مرة في عام 1902 إلى جوزيف جون طومسون «لاسهاماته العديدة في العلوم الكهربائية خصوصا فيما يتعلق بظاهرة التصريف الكهربائي في الغازات»، ومنذ ذلك الحين تم منحها أكثر من مائة مرة. وخلافا لميداليات الجمعية الملكية الأخرى، فإن ميدالية هيوز لم تمنح أبدا لنفس الشخص أكثر من مرة واحدة.

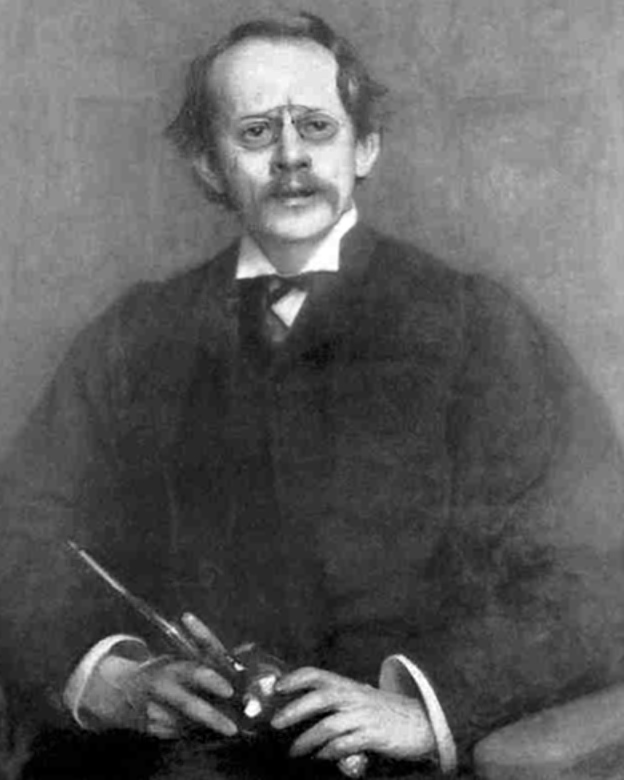
اول شخص حصل على ميدالية هيوز عام 1902 جوزيف جون طومسون

وقد منحت الميدالية في بعض الأحيان لعدة أشخاص في وقت واحد؛ وفي عام 1938 فاز بها جون كروكروفت وإرنست والتون. «لاكتشافهم أن النوى يمكن أن تتفكك من قبل إنتاج جسيمات اصطناعية»،  وفي عام 1981 منحت إلى بيتر هيغز وتوم كيبل «لمساهماتهما الدولية بشأن كسر تلقائي للتماثلات الأساسية في نظرية الجسيمات الأولية»، في عام 1982 منحت إلى دروموند ماثيوز وفريدريك فين «لتوضيح الخصائص المغناطيسية للطبقات البحرية مما أدى لاحقا إلى فرضية الصفائح التكتونية». وفي عام 1988 تم منحها إلى العالم مايكل ويلان وأرشيبالد هوى لمساهماتهم في نظرية  الإلكترون والمجهر، وتطبيقها على دراسة العيوب الشبكية في الصلاج.

## كشف المستلمين
المصدر: الجمعية الملكية.
| السنة | الاسم                          | السبب | ملاحظات       |
| ----- | ------------------------------ | --- | ------------- |
| 1902  | جوزيف جون طومسون               | "للمساهمات العديدة له في العلوم الكهربائية، وخصوصا في إشارة إلى ظاهرة التصريف الكهربائي في الغازات" | [ 3 ]         |
| 1903  | يوهان فيلهلم هتورف             | لأبحاثه التجريبية المستمرة منذ فترة طويلة على التصريف الكهربائي في السوائل والغازات | [ 4 ]         |
| 1904  | جوزيف سوان                     | "لإختراعه للمبة المتوهجة، وإختراعاته الأخرى وتحسينات في التطبيقات العملية للكهرباء" | [ 5 ]         |
| 1905  | أغستو ريغي                     | "لأبحاثه التجريبية في العلوم الكهربائية، بما في ذلك الاهتزازات الكهربائية" | [ 6 ]         |
| 1906  | هرثا ماركس أيرتون              | "لتحقيقاتها التجريبية على القوس الكهربائي، وكذلك على تموجات الرمال" | [ 7 ]         |
| 1907  | إرنست هوارد غريفيث             | "لإسهاماته في القياس المادي الدقيق" | [ 8 ]         |
| 1908  | يوجين غولدشتاين                | "لاكتشافاته عن طبيعة التفريغ الكهربائي في الغازات النادرة" | [ 9 ]         |
| 1909  | ريتشارد قلازبروك               | "لأبحاثه على المعايير الكهربائية" | [ 10 ] [ 11 ] |
| 1910  | جون أمبروز فليمنج              | "لأبحاثه في قياسات الكهرباء " | [ 12 ]        |
| 1911  | تشارلز ويلسون                  | "لعمله على النوى في الهواء الخالي من الغبار، وعمله على الأيونات في الغازات والكهرباء الجوية" | [ 13 ]        |
| 1912  | وليام دودل                     | لتحقيقاته في تقنية الكهرباء" | [ 14 ]        |
| 1913  | ألكساندرجراهام بيل             | "لحصته في اختراع الهاتف، وأكثر من ذلك خصوصا بناء سماعة الهاتف" | [ 15 ]        |
| 1914  | جون سيلي تاونسند               | "لأبحاثه في الحث الكهربائي في الغازات" | [ 16 ]        |
| 1915  | بول لانجفين                    | "لاسهاماته الهامة، وموقف بارز في العلوم الكهربائية" | [ 17 ]        |
| 1916  | إيليهو طومسون                  | "عن أبحاثه في مجال الكهرباء التجريبي" | [ 18 ]        |
| 1917  | تتشالرز باركلا                 | "لأبحاثه في إشعاع الأشعة السينية" | [ 19 ]        |
| 1918  | ايرفينج لانجموير               | "لأبحاثه في الفيزياء الجزيئية" | [ 20 ]        |
| 1919  | تشالرلز شري                    | "لأبحاثه في المغناطيسية الأرضية" | [ 21 ]        |
| 1920  | أوين ريتشاردسون                | "لعمله في الفيزياء التجريبية، وخصوصا الثرميونيات" | [ 22 ]        |
| 1921  | نيلز بور                       | "لأبحاثه في الفيزياء النظرية" | [ 23 ]        |
| 1922  | فرانسيس وليام أستون            | "لاكتشافه نظائر لعدد كبير من العناصر التي تعد أشعة ايجابية" | [ 24 ]        |
| 1923  | روبرت ميليكان                  | "لتصميماته الإلكترونية والثوابت الفيزيائية الأخرى" | [ 25 ]        |
| 1924  | ___                            | ___ | __            |
| 1925  | فرنك إدوارد سميث               | "لتصميمه الوحدات الكهربائية الأساسية وللبحوث في مجال الكهرباء تقني" | [ 26 ]        |
| 1926  | هنري جاكسون                    | "للعمل الرائد له في التحقيقات العلمية من الإبراق الراديوي وتطبيقه على الملاحة" | [ 27 ]        |
| 1927  | وليام كوليدج                   | "لعمله على أشعة اكس وتطوير أجهزة ذات كفاءة عالية لإنتاجها" | [ 27 ]        |
| 1928  | موريس دي برولي                 | "لعمله على أطياف أشعة اكس" | [ 28 ]        |
| 1929  | هانز جيجر                      | "لاختراعه وتطويره أساليب عد جسيمات ألفا وبيتا" | [ 29 ]        |
| 1930  | شاندراسيخارا ضد رامان          | "لدراساته حول الانتثار غير الطبيعي للضوء" | [ 30 ]        |
| 1931  | وليام لورنس براج               | "لعمله الرائد في توضيح التركيب البلوري بواسطة تحليل الأشعة السينية" | [ 31 ]        |
| 1932  | جيمس تشادويك                   | "لأبحاثه على النشاط الإشعاعي" | [ 32 ]        |
| 1933  | إدوارد فيكتور أبليتون          | "لأبحاثه في تأثير طبقة هافيستيد على إرسال إشارات لاسلكية" | [ 33 ]        |
| 1934  | مان سيغبان                     | "لعمله كفيزيائي وفني في الأشعة السينية الطويلة الموجة" | [ 34 ]        |
| 1935  | كلينتون دافيسون                | "لأبحاثه التي أسفرت عن اكتشاف الوجود المادي لموجات الإلكترون من خلال التحقيقات المستمرة منذ فترة طويلة حول انعكاس الإلكترونات من مستويات بلورات النيكل والمعادن الأخرى" | [ 35 ]        |
| 1936  | والتر اتش شوتكي                | "لاكتشافه تأثير رقائق في انبعاث حراري واختراعه للصمام رباعي الشاشة الشبكة وطريقة المتغير الفوقي على استقبال إشارات لاسلكية" | [ 36 ]        |
| 1937  | ارنست لورانس                   | "لعمله على تطوير سيكلوترون وتطبيقه على تحقيقات التفكك النووي" | [ 37 ]        |
| 1938  | جون كوكروفت وارنست والتون      | "لاكتشافهما أن النواة يمكن أن تفكك جزيئات القصف المنتجة اصطناعيا" | [ 38 ]        |
| 1939  | جورج باجيت طومسون              | لاكتشافاته المهمة في علاقة حيود الالكترونات في المادة | [ 39 ]        |
| 1940  | ارثر كومبتون                   | لاكتشافة تأثير كومبتون ولأعماله في الأشعة الكونية | [ 40 ]        |
| 1941  | نيفيل موت                      | لتطبيقه الخصب لمبادئ نظرية الكم على العديد من فروع الفيزياء خاصة في مجالات المظرية النووية والاصطدام ونظرية المعادن ونظرية المستحلبات الفوتوغرافية | [ 41 ]        |
| 1942  | إنريكو فيرمي                   | لإسهاماته البارزة في معرفة التركيب الكهربائي للمادة وعمله في نظرية الكم ودراساته التجريبية للنيوترون | __            |
| 1943  | ماركوس أوليفانت                | لعمله المتميز في الفيزياء النووية وإتقان أساليب توليد وتطبيق الامكانات العالية | [ 42 ]        |
| 1944  | جورج فينش                      | للإسهاماته الأساسية في دراسة هيكل وخصائص الاسطح ولأعماله المهمة في الاشعال الكهربائي للغازات | [ 43 ]        |
| 1945  | باسل شونلاند                   | "لعمله على الكهرباء في الغلاف الجوي وغيرها من البحوث الفيزيائية" | [ 44 ]        |
| 1946  | جون راندال                     | "لأبحاثه المتميزة في المواد الفلورية وفي إنتاج الإشعاع الكهرومغناطيسي عالي التردد" | ___           |
| 1947  | فريديريك جوليو كوري            | لإسهاماته المتميزة في الفيزياء النووية، لا سيما اكتشاف النشاط الإشعاعي الصناعي وانبعاث النيوترونات في عملية الانشطار" | [ 44 ]        |
| 1948  | روبرت واتسون وات               | "لإسهاماته المتميزة في فيزياء الغلاف الجوي وفي تطوير الرادار" |               |
| 1949  | سيسيل باول                     | لعمله المتميز في تصوير مسارات الجسيمات، وبالتزامن مع اكتشاف ميزون وتحولها" | [ 45 ]        |
| 1950  | ماكس ولد                       | "لإسهاماته في الفيزياء النظرية بشكل عام وفي تطوير ميكانيكا الكم بشكل خاص" | [ 46 ]        |
| 1951  | هندريك كرامرز                  | "لعمله المتميز على نظرية الكم، ولا سيما تطبيقها على الخصائص البصرية والمغناطيسية للمادة" |               |
| 1952  | فيليب دي                       | "لا سيما لدراساته المتميزة حول تفكك النوى الذرية، وخاصة تلك التي تستخدم تقنية غرفة سحابة ويلسون" |               |
| 1953  | ادوارد بولارد                  | لإسهاماته الهامة في تطوير فيزياء الأرض، من الناحية النظرية والتجريبية على حد سواء | [ 47 ]        |
| 1954  | نارتن رايال                    | "لأبحاثه التجريبية المتميزة والأصلية في علم الفلك الراديوي" | [ 48 ]        |
| 1955  | هاري ماسي                      | "لإسهاماته المتميزة في الفيزياء الذرية والجزيئية، لا سيما فيما يتعلق بالاصطدامات التي تنطوي على إنتاج وإعادة تجميع الأيونات" |               |
| 1956  | فريدرك ليندمان                 | "لإسهاماته المتميزة في تطبيق النسبية العامة على الفيزياء الفلكية، وخاصة في سلوك المادة المكثفة للغاية" | [ 49 ]        |
| 1957  | جوزيف برودمان                  | لاكتشافه المتميز في علم المحيطات الديناميكي | [ 50 ]        |
| 1958  | ادوارد دا كوستا أندرادي        | "لإسهاماته المتميزة في العديد من فروع الفيزياء الكلاسيكية" |               |
| 1959  | براين بيبارد                   | لمساهماته المتميزة في مجال فيزياء درجات الحرارة المنخفضة" |               |
| 1960  | جوزيف بوزي                     | "لإسهاماته المتميزة في علم الفلك الراديوي في دراسة الشمس وانبعاث الأشعة الكونية" |               |
| 1961  | الان كوتريل                    | "لعمله المتميز على الخواص الفيزيائية للمعادن، خاصة فيما يتعلق بالتشوه الميكانيكي وآثار التشعيع" | [ 51 ]        |
| 1962  | بريبيس بلاني                   | "لدراساته المتميزة للظواهر الكهربائية والمغناطيسية وارتباطها بالخصائص الذرية والجزيئية" | [ 52 ]        |
| 1963  | فريدريك ويليامز                | للعمل المتميز على أجهزة الكمبيوتر المبكرة" |               |
| 1964  | عبد السلام                     | "لإسهاماته المتميزة في ميكانيكا الكم ونظرية الجزيئات الأساسية" | [ 53 ]        |
| 1965  | دينيس ويلكينسون                | "لتحقيقه التجريبي والنظري المتميز في التركيب النووي وفيزياء الطاقة العالية" |               |
| 1966  | نيكولاس كيمر                   | "لاكتشافاته العديدة ذات الأهمية الكبرى في الفيزياء النووية النظرية التي قام بها" | [ 54 ]        |
| 1967  | كورت ميندلسون                  | لإسهاماته المتميزة في الفيزياء الجليدية، وخاصة اكتشافاته في الموصلية الفائقة والسوائل الفائقة" | [ 55 ]        |
| 1968  | فريمان دايسون                  | "لعمله الأساسي المتميز في الفيزياء النظرية، وخاصة في الديناميكا الكهربائية الكمية" | [ 56 ]        |
| 1969  | نيكولاس كورتي                  | "لعمله المتميز في فيزياء درجات الحرارة المنخفضة وفي الديناميكا الحرارية" | [ 57 ]        |
| 1970  | ديفيد بيتس                     | لمساهماته المتميزة في الفيزياء الذرية والجزيئية النظرية وتطبيقاتها على فيزياء الغلاف الجوي وفيزياء البلازما والفيزياء الفلكية" | [ 58 ]        |
| 1971  | روبرت هانبري براون             | "روبرت هانبري براون، لعمله المتميز في تطوير شكل جديد من السطوح البينية النجمية (سايس)، وبلغت ذروتها في ملاحظاته عن ألفا العذراء" | [ 59 ]        |
| 1972  | براين ديفيد جوزيفسون           | "لا سيما لاكتشافه الخصائص المميزة للوصلات بين المواد فائقة التوصيل" | [ 60 ]        |
| 1973  | بيتر هيرش                      | لإسهاماته المتميزة في تطوير تقنية الأغشية الرقيقة المجهر الإلكتروني لدراسة عيوب البلور وتطبيقه على مجموعة واسعة جدًا من المشاكل في علوم المواد والمعادن" | [ 61 ]        |
| 1974  | بيتر فاولر                     | "لإسهاماته البارزة في الأشعة الكونية وفيزياء الجسيمات الأولية" | [ 62 ]        |
| 1975  | ريتشارد داليتز                 | "للمساهمات المتميزة له لنظرية الجسيمات الأساسية للمادة" | [ 63 ]        |
| 1976  | ستيفن هوكينج                   | "لإسهاماته المتميزة في تطبيق النسبية العامة على الفيزياء الفلكية، وخاصة في سلوك المادة المكثفة للغاية" | [ 64 ]        |
| 1977  | أنتوني هيويش                   | "لإسهاماته البارزة في علم الفلك الإشعاعي، بما في ذلك اكتشاف النجوم النابضة وتحديدها" | [ 65 ]        |
| 1978  | وليام كوكران                   | "لإسهاماته الرائدة في علم علم البلورات بالأشعة السينية، حيث كان لعمله تأثير عميق على تطوره وتطبيقه، ولإسهاماته الأصلية في ديناميكيات الشبكة وعلاقتها بانتقالات الطور، والتي حفزت على ظهور جديد ومثمر مجال النتائج " | [ 66 ]        |
| 1979  | روبرت جيه بي ويليامز           | "لدراساته المتميزة عن مطابقة جزيئات الكمبيوتر في المحلول باستخدام الرنين المغناطيسي النووي" | [ 67 ]        |
| 1980  | فرانيسي فارلي                  | "لقياساته فائقة الدقة للحظة المغناطيسية للميون، واختبار شديد للديناميكا الكهربائية الكمية وطبيعة الميون" |               |
| 1981  | بيتر هيغر وتوم كيبل            | لإسهاماتهم الدولية حول التكسير التلقائي للتماثلات الأساسية في نظرية الجسيمات الأولية | [ 68 ]        |
| 1982  | دروموند ماثيوز وفريدريك الكرمة | "لتوضيح الخواص المغناطيسية لأرضيات المحيطات التي أدت فيما بعد إلى فرضية الصفائح التكتونية" | [ 69 ]        |
| 1983  | جون وارد                       | "لإسهاماته المؤثرة للغاية في نظرية المجال الكمي، وخاصة هوية وارد ونظرية سلام وارد للتفاعلات الضعيفة" | [ 70 ]        |
| 1984  | روي كير                        | لعمله المتميز في النسبية، وخاصة لاكتشافه ما يسمى بالثقب الأسود كير، الذي كان له تأثير كبير" | [ 71 ]        |
| 1985  | توني سكايرم                    | "لإسهاماته في الجسيمات النظرية والفيزياء النووية، واكتشافه أن كيانات تشبه الجسيمات تحاكي خصائص الباريونات يمكن أن تحدث في نظريات حقل ميزون غير الخطية" |               |
| 1986  | مايكل وولفسون                  | "لإنشاء خوارزميات بما في ذلك مولتان وسايتن التي تستخدم في جميع أنحاء العالم لحل غالبية الهياكل البلورية المبلغ عنها" |               |
| 1987  | مايكل بيبر                     | "بالنسبة إلى العديد من التحقيقات التجريبية المهمة التي أجراها حول الخصائص الأساسية لأشباه الموصلات، خاصة الأنظمة منخفضة الأبعاد، حيث أوضح بعض خصائصها غير العادية مثل توطين الإلكترون وتأثيرات كيونتم هال" |               |
| 1988  | ارشيبالد هوي ومايكل ويليان     | "لإسهاماتهم في نظرية حيود الإلكترون والمجهر، وتطبيقه على دراسة عيوب الشبكة في البلورات" |               |
| 1989  | توماس جورج                     | لإسهاماته البارزة في فهمنا لهيكل وتفسير نظرية الكم، ولا سيما إظهار الطبيعة الفريدة لتوقعاتها" | [ 72 ]        |
| 1990  | توماس جورج كاولينج             | "لإسهاماته الأساسية في الفيزياء الفلكية النظرية بما في ذلك الدراسات النظرية المنوية لدور الحث الكهرومغناطيسي في النظم الكونية" | [ 73 ]        |
| 1991  | فيليب مون                      | "لمساهماته في ثلاثة مجالات رئيسية للعلوم - الفيزياء النووية، واكتشاف صدى أشعة جاما، واستخدام الحزم الجزيئية المتصادمة لدراسة التفاعلات الكيميائية" | [ 74 ]        |
| 1992  | مايكل سيتون                    | "للبحث النظري في الفيزياء الذرية وقيادة مشروع التعتيم" | [ 70 ]        |
| 1993  | جورج اسحاق                     | "لاستخدامه الرائد لتقنيات الانتثار الرنانة لإجراء قياسات دقيقة للغاية لتحولات سرعة دوبلر في الغلاف الضوئي الشمسي" | [ 75 ]        |
| 1994  | روبرت ج. تشامبرز               | "لإسهاماته العديدة في فيزياء الحالة الصلبة، ولا سيما تجربته البارعة والمطالب تقنيًا والتي تحقق من تأثير اهرونف بوم فيما يتعلق بسلوك الجسيمات المشحونة في الحقول المغناطيسية" |               |
| 1995  | ديفيد شوينبرج                  | "لعمله على الهيكل الإلكتروني للمواد الصلبة، ولا سيما من خلال استغلال تقنيات درجات الحرارة المنخفضة، وخاصة تأثير دي هاس فان الفين، وتحديد سطح فيرمي للعديد من المعادن |               |
| 1996  | امياند باكنجهام                | "لإسهاماته في الفيزياء الكيميائية، ولا سيما في القوى البينية الجزيئية بعيدة المدى، والبصريات غير الخطية، والمشاكل المتعلقة باستقطاب ذرة الهيليوم، وتفسير أطياف الرنين المغناطيسي النووي، وتطبيقات حسابات | [ 76 ]        |
| 1997  | أندرو لانج                     | "لعمله الأساسي في فيزياء حيود الأشعة السينية ولتطوراته في تقنيات طبوغرافيا الأشعة السينية، وخاصة في دراسة العيوب في الهياكل البلورية" | [ 77 ]        |
| 1998  | ريمون إخفاء                    | "لتحقيقاته التجريبية والنظرية المتميزة للديناميكا المائية للسوائل الدوارة وتطبيق مثل هذه الدراسات الأساسية لفهم الحركات في الغلاف الجوي والداخلية للكواكب الرئيسية" | [ 78 ]        |
| 1999  | الكسندر بوكسنبرغ               | "لاكتشافاته التاريخية فيما يتعلق بطبيعة النوى المجرية النشطة، فيزياء الوسط المجرات والغازات بين النجوم في المجرات البدائية. ويلاحظ أيضًا لإسهاماته الاستثنائية في تطوير الأجهزة الفلكية بما في ذلك نظام عد الصور الفوتون كاشف إلكتروني للمنطقة الإلكترونية للكشف عن المصادر الخافتة، مما أعطى قوة دفع كبيرة لعلم الفلك البصري في المملكة المتحدة " | [ 79 ]        |
| 2000  | شينتاماني راو                  | "لإسهاماته في مجال كيمياء المواد، على وجه الخصوص، فيما يتعلق بدراسات الخواص الإلكترونية والمغناطيسية لأكاسيد الفلزات الانتقالية وموصلات فائقة الحرارة العالية. كان عمله مصدر إلهام لجيل من العلماء الهنود" | [ 80 ]        |
| 2001  | جون بيتيكا                     | "لإسهاماته في مجال نانومتر وميكانيكا المقياس الذري. لقد ابتكر وطور تقنية نانو اندينيشين مما أحدث ثورة في التوصيف الميكانيكي للكميات الصغيرة للغاية من المواد. وكان لذلك تأثير كبير على تلك الصناعات المعنية بالغشاء الرقيق والطلاء تقنيات " | [ 81 ]        |
| 2002  | الكسندر دالجارنو               | "لإسهاماته في نظرية العملية الذرية والجزيئية، ولا سيما تطبيقها على الفيزياء الفلكية. دراساته عن ترسبات الطاقة توفر المفتاح لفهم الانبعاثات من الشفق الأرضي والغلاف الجوي والكواكب والمذنبات" |               |
| 2003  | بيتر إدواردز                   | "لعمله المتميز ككيميائي الحالة الصلبة. لقد قدم إسهامات كبيرة في مجالات بما في ذلك الموصلية الفائقة وسلوك الجسيمات النانوية المعدنية، وقد طور بشكل كبير فهمنا لظواهر انتقال عازل المعادن" | [ 82 ]        |
| 2004  | جون كلارك                      | "لأبحاثه المتميزة، الرائدة في العالم في اختراع وبناء وتطوير أجهزة مبتكرة جديدة فائقة التوصيل فائقة التوصيل (سكيد)، في نظريتها وتطبيقها على عدد كبير من المشاكل الأساسية وأدوات التحقيق" |               |
| 2005  | كيث موفات                      | لإسهاماته في فهم الديناميكا المغناطيسية، خاصة في الآليات التي تحدد كيف يمكن أن تتطور الحقول المغناطيسية من مستوى خلفية منخفض إلى سعة كبيرة" | [ 83 ]        |
| 2006  | مايكل كيلي                     | "لعمله في الفيزياء الأساسية للنقل الإلكتروني وإنشاء الأجهزة الإلكترونية العملية التي يمكن نشرها في النظم المتقدمة" |               |
| 2007  | ارتور ايكرت                    | "لعمله الرائد في تشفير الكم وإسهاماته الهامة العديدة في نظرية الحوسبة الكمومية وغيرها من فروع فيزياء الكم" | [ 84 ]        |
| 2008  | ميشيل دوجيرتي                  | "لاستخدامها المبتكر لبيانات المجال المغناطيسي التي أدت إلى اكتشاف جو حول أحد أقمار زحل والطريقة التي أحدثت بها ثورة في نظرتنا لدور أقمار الكواكب في النظام الشمسي" |               |
| 2009  | __                             | __- |               |
| 2010  | أندريه جيم                     | "لاكتشافه الثوري للجرافين، وتوضيح خصائصه الرائعة" |               |
| 2011  | ماثيو روسينسكي                 | "لاكتشافاته المؤثرة في الكيمياء الاصطناعية للمواد الإلكترونية ذات الحالة الصلبة والهياكل الدقيقة الصغيرة" |               |
| 2013  | هينينج سيرينغهاوس              | "لتطويره الرائد في عمليات الطباعة بنفث الحبر لأجهزة شبه الموصلات العضوية، والتحسين الكبير في أدائها وكفاءتها" |               |
| 2015  | جورج افستاثيو                  | للعديد من المساهمات البارزة في فهمنا للكون المبكر" |               |
| 2017  | بيتر بروس                      | "للأعمال المتميزة التي توضح الكيمياء الأساسية التي تقوم عليها تخزين الطاقة" |               |
| 2018  | جيمس دورانت                    | "لدراساته الكيميائية الضوئية المتميزة لتصميم أجهزة الطاقة الشمسية" |               |